# Persone di cognome Fuchs
| Questa pagina contiene informazioni ricavate automaticamente dalle voci biografiche con l'ausilio del template Bio e di un bot. L'aggiornamento è periodico e automatico e ricostruisce completamente la pagina. Se manca una persona in questa lista, sei pregato di non aggiungerla, ma accertati piuttosto che la sua voce biografica contenga il template Bio e che i dati anagrafici siano correttamente compilati. Se il template Bio manca, inseriscilo tu stesso o, in alternativa, metti l'avviso {{tmp\|Bio}} che ne segnala la mancanza. Se i dati riportati sono sbagliati, correggi direttamente la voce biografica; le modifiche saranno visibili in questa lista entro pochi giorni. Per chiarimenti vedi il progetto antroponimi. La lista contiene solo le 54 persone che sono citate nell'enciclopedia e per le quali è stato implementato correttamente il template Bio. Pagina aggiornata al 22 gen 2025. |

Questa è una lista di persone presenti nell'enciclopedia che hanno il cognome Fuchs, suddivise per attività principale.

## Allenatori di calcio(2)
- Christian Fuchs, allenatore di calcio e ex calciatore austriaco (Neunkirchen, n. 1986)
- Uwe Fuchs, allenatore di calcio e ex calciatore tedesco (Kaiserslautern, n. 1966)

## Architetti(2)
- Bohuslav Fuchs, architetto e artista ceco (Všechovice, n. 1895 - Brno, † 1972)
- Johann Gregor Fuchs, architetto tedesco (Ortrand, n. 1650 - Lipsia, † 1715)

## Artisti(1)
- Ernst Fuchs, artista austriaco (Vienna, n. 1930 - Vienna, † 2015)

## Assassini seriali(1)
- Franz Fuchs, serial killer e terrorista austriaco (Gralla, n. 1949 - Graz, † 2000)

## Attori(1)
- Jason Fuchs, attore, sceneggiatore e produttore cinematografico statunitense (New York, n. 1986)

## Batteristi(1)
- Jerry Fuchs, batterista statunitense (n. 1974 - Brooklyn, † 2009)

## Bibliste(1)
- Esther Fuchs, biblista israeliana (Tel Aviv, n. 1972)

## Botanici(1)
- Leonhart Fuchs, botanico e medico tedesco (Wemding, n. 1501 - Tubinga, † 1566)

## Calciatori(6)
- Alexander Fuchs, calciatore tedesco (Monaco di Baviera, n. 1997)
- Danny Fuchs, ex calciatore tedesco (Dessau, n. 1976)
- Gottfried Fuchs, calciatore tedesco (Karlsruhe, n. 1889 - Montréal, † 1982)
- Jeando Fuchs, calciatore camerunese (Yaoundé, n. 1997)
- Philippe Fuchs, calciatore e allenatore di calcio svizzero (Ginevra, n. 1921 - † 2001)
- Robert Fuchs, ex calciatore olandese (Eindhoven, n. 1975)

## Cantautrici(1)
- Dana Fuchs, cantautrice e attrice statunitense (New Jersey, n. 1976)

## Cavalieri(1)
- Martin Fuchs, cavaliere svizzero (Imperatriz, n. 1992)

## Chimici(1)
- Johann Nepomuk von Fuchs, chimico e mineralogista tedesco (Mattenzell, n. 1774 - Monaco di Baviera, † 1856)

## Ciclisti su strada(1)
- Josef Fuchs, ex ciclista su strada e pistard svizzero (Unteriberg, n. 1948)

## Compositori(2)
- Johann Nepomuk Fuchs, compositore e direttore d'orchestra austriaco (Frauental an der Laßnitz, n. 1842 - Bad Vöslau, † 1899)
- Robert Fuchs, compositore e insegnante austriaco (Frauental an der Laßnitz, n. 1847 - Vienna, † 1927)

## Drammaturghi(1)
- Georg Fuchs, drammaturgo e regista teatrale tedesco (Beerfelden, n. 1868 - Monaco di Baviera, † 1949)

## Esploratori(2)
- Arved Fuchs, esploratore tedesco (Bad Bramstedt, n. 1953)
- Ernest Vivian Fuchs, esploratore britannico (Freshwater, n. 1908 - Cambridge, † 1999)

## Fisici(1)
- Klaus Fuchs, fisico tedesco (Rüsselsheim am Main, n. 1911 - Berlino Est, † 1988)

## Funzionari(1)
- Erich Fuchs, funzionario tedesco (Berlino, n. 1902 - Coblenza, † 1980)

## Giavellottiste(1)
- Ruth Fuchs, giavellottista e politica tedesca (Egeln, n. 1946 - Jena, † 2023)

## Giocatori di football americano(1)
- Marvin Fuchs, giocatore di football americano tedesco (n. 1998)

## Hockeisti su ghiaccio(1)
- Régis Fuchs, ex hockeista su ghiaccio svizzero (Porrentruy, n. 1970)

## Hockeisti su prato(1)
- Florian Fuchs, hockeista su prato tedesco (Amburgo, n. 1991)

## Ingegneri(1)
- Angelo Fuchs, ingegnere e architetto italiano (Conegliano, n. 1848 - Salò, † 1920)

## Matematici(1)
- Lazarus Fuchs, matematico tedesco (Moschin, n. 1833 - Berlino, † 1902)

## Medici(1)
- S. H. Foulkes, medico, psicologo e psicoanalista tedesco (Karlsruhe, n. 1898 - Londra, † 1976)

## Modelli(1)
- Taylor Fuchs, supermodello canadese (White City, n. 1987)

## Musiciste(1)
- Jackie Fox, musicista e avvocatessa statunitense (n. 1959)

## Nuotatori(1)
- Roman Fuchs, nuotatore francese (n. 1998)

## Pallavolisti(1)
- Samuel Fuchs, pallavolista brasiliano (Curitiba, n. 1984)

## Pattinatori artistici su ghiaccio(1)
- Gilbert Fuchs, pattinatore artistico su ghiaccio tedesco (Graz, n. 1871 - † 1952)

## Pesisti(1)
- Jim Fuchs, pesista e discobolo statunitense (Chicago, n. 1927 - New York, † 2010)

## Piloti motociclistici(1)
- Jürgen Fuchs, pilota motociclistico tedesco (Pfaffenhofen a.d.Ilm, n. 1965)

## Poeti(1)
- Günter Bruno Fuchs, poeta e scrittore tedesco (Berlino, n. 1928 - Berlino, † 1977)

## Poliziotti(1)
- Wilhelm Fuchs, poliziotto tedesco (Mannheim, n. 1898 - Belgrado, † 1947)

## Schermidori(1)
- Jenő Fuchs, schermidore ungherese (Budapest, n. 1882 - Budapest, † 1955)

## Scrittori(1)
- Jürgen Fuchs, scrittore tedesco (Reichenbach im Vogtland, n. 1950 - Berlino, † 1999)

## Sociologi(1)
- Christian Fuchs, sociologo austriaco (Waidhofen an der Thaya, n. 1976)

## Soprani(1)
- Anna Fux, soprano e pianista austriaco (Vienna, n. 1772 - Vienna, † 1852)

## Storici dell'arte(1)
- Rudi Fuchs, storico dell'arte olandese (Eindhoven, n. 1942)

## Tenniste(1)
- Nathalie Fuchs, ex tennista francese (n. 1952)

## Teologi(1)
- Ernst Fuchs, teologo tedesco (Heilbronn, n. 1903 - Heilbronn, † 1983)

## Traduttrici(1)
- Erika Fuchs, traduttrice tedesca (Rostock, n. 1906 - Monaco di Baviera, † 2005)

## Velocisti(1)
- Markus Fuchs, velocista austriaco (n. 1995)

## Violinisti(1)
- Joseph Fuchs, violinista statunitense (New York, n. 1899 - New York, † 1997)

## Violiste(1)
- Lillian Fuchs, violista e compositrice statunitense (New York, n. 1901 - Englewood, † 1995)